# Fase final da Copa Libertadores da América de 2020
A fase final da Copa Libertadores da América de 2020 compreendeu as disputas de oitavas de final, quartas de final, semifinal e final. As equipes se enfrentaram em jogos eliminatórios de ida e volta em cada fase, e a que somasse mais pontos se classificaria as fases seguintes.

## Critérios de desempate
Se em um cruzamento as determinadas equipes igualassem em pontos, o primeiro critério de desempate seria o saldo de gols. Caso empatassem no saldo, o gol marcado na casa do adversário entraria em consideração. Persistindo o empate, a vaga seria decidida em disputa por pênaltis. Apenas na final uma prorrogação seria disputada em caso de empate no tempo regulamentar, seguido de disputa de pênaltis em persistindo a igualdade.

## Sorteio
Para determinar todos os cruzamentos da fase final, foi realizado um sorteio no Centro de Convenções da CONMEBOL em Luque, no Paraguai, em 23 de outubro.
A distribuição das equipes através dos potes foi determinada levando em consideração o desempenho na fase de grupos. As equipes que finalizaram em primeiro lugar nos grupos encontraram-se no Pote 1, e as equipes que se classificaram em segundo lugar no Pote 2.
Equipes classificadas
Entre parêntesis o ranking entre os classificados da fase de grupos.
| Grupo | Líderes de grupo (Pote 1) | Vice-líderes de grupo (Pote 2) |
| ----- | ------------------------- | ------------------------------ |
| A     | Flamengo (3)              | Independiente del Valle (11)   |
| B     | Palmeiras (1)             | Guaraní (10)                   |
| C     | Jorge Wilstermann (8)     | Athletico Paranaense (13)      |
| D     | River Plate (6)           | LDU Quito (12)                 |
| E     | Grêmio (7)                | Internacional (14)             |
| F     | Nacional (4)              | Racing (9)                     |
| G     | Santos (2)                | Delfín (15)                    |
| H     | Boca Juniors (5)          | Libertad (16)                  |

Além de determinar os potes, o desempenho das equipes na fase de grupos também determina os mandos de campo até a semifinal, sendo que os primeiros dos grupos estão ranqueados de 1 a 8 e os segundo colocados de 9 a 16. Num cruzamento a equipe de melhor ranking sempre realiza o jogo de volta em casa.

## Esquema
Os times que estão na parte superior do confronto possuem o mando de campo no primeiro jogo e em negrito os times classificados.
|  | Oitavas de final               | Oitavas de final               | Oitavas de final               | Oitavas de final               |   |             | Quartas de final   | Quartas de final   | Quartas de final   | Quartas de final   |  |              | Semifinais        | Semifinais        | Semifinais        | Semifinais        |           |   | Final         | Final         |
|  | 24 de novembro a 9 de dezembro | 24 de novembro a 9 de dezembro | 24 de novembro a 9 de dezembro | 24 de novembro a 9 de dezembro |   |             | 8 a 23 de dezembro | 8 a 23 de dezembro | 8 a 23 de dezembro | 8 a 23 de dezembro |  |              | 5 a 13 de janeiro | 5 a 13 de janeiro | 5 a 13 de janeiro | 5 a 13 de janeiro |           |   | 30 de janeiro | 30 de janeiro |
|  |                                |                                |                                |                                |   |             |                    |                    |                    |                    |  |              |                   |                   |                   |                   |           |   |               |               |
|  | Athletico Paranaense           | 1                              | 0                              | 1                              |   |             |                    |                    |                    |                    |  |              |                   |                   |                   |                   |           |   |               |               |
|  | River Plate                    | 1                              | 1                              | 2                              |   |             |                    |                    |                    |                    |  |              |                   |                   |                   |                   |           |   |               |               |
|  | River Plate                    | 1                              | 1                              | 2                              |   | River Plate | 2                  | 6                  | 8                  |                    |  |              |                   |                   |                   |                   |           |   |               |               |
|  |                                |                                |                                |                                |   | River Plate | 2                  | 6                  | 8                  |                    |  |              |                   |                   |                   |                   |           |   |               |               |
|  |                                | Nacional                       | 0                              | 2                              | 2 |             |                    |                    |                    |                    |  |              |                   |                   |                   |                   |           |   |               |               |
|  | Independiente del Valle        | Nacional                       | 0                              | 2                              | 2 | 0           | 0                  | 0 (2)              |                    |                    |  |              |                   |                   |                   |                   |           |   |               |               |
|  | Independiente del Valle        |                                |                                |                                |   | 0           | 0                  | 0 (2)              |                    |                    |  |              |                   |                   |                   |                   |           |   |               |               |
|  | Nacional (pen)                 | 0                              | 0                              | 0 (4)                          |   |             |                    |                    |                    |                    |  |              |                   |                   |                   |                   |           |   |               |               |
|  | Nacional (pen)                 | 0                              | 0                              | 0 (4)                          |   |             |                    |                    |                    |                    |  | River Plate  | 0                 | 2                 | 2                 |                   |           |   |               |               |
|  |                                |                                |                                |                                |   |             |                    |                    |                    |                    |  | River Plate  | 0                 | 2                 | 2                 |                   |           |   |               |               |
|  |                                | Palmeiras                      | 3                              | 0                              | 3 |             |                    |                    |                    |                    |  |              |                   |                   |                   |                   |           |   |               |               |
|  | Libertad                       | Palmeiras                      | 3                              | 0                              | 3 | 3           | 2                  | 5                  |                    |                    |  |              |                   |                   |                   |                   |           |   |               |               |
|  | Libertad                       |                                |                                |                                |   | 3           | 2                  | 5                  |                    |                    |  |              |                   |                   |                   |                   |           |   |               |               |
|  | Jorge Wilstermann              | 1                              | 0                              | 1                              |   |             |                    |                    |                    |                    |  |              |                   |                   |                   |                   |           |   |               |               |
|  | Jorge Wilstermann              | 1                              | 0                              | 1                              |   | Libertad    | 1                  | 0                  | 1                  |                    |  |              |                   |                   |                   |                   |           |   |               |               |
|  |                                |                                |                                |                                |   | Libertad    | 1                  | 0                  | 1                  |                    |  |              |                   |                   |                   |                   |           |   |               |               |
|  |                                | Palmeiras                      | 1                              | 3                              | 4 |             |                    |                    |                    |                    |  |              |                   |                   |                   |                   |           |   |               |               |
|  | Delfín                         | Palmeiras                      | 1                              | 3                              | 4 | 1           | 0                  | 1                  |                    |                    |  |              |                   |                   |                   |                   |           |   |               |               |
|  | Delfín                         |                                |                                |                                |   | 1           | 0                  | 1                  |                    |                    |  |              |                   |                   |                   |                   |           |   |               |               |
|  | Palmeiras                      | 3                              | 5                              | 8                              |   |             |                    |                    |                    |                    |  |              |                   |                   |                   |                   |           |   |               |               |
|  | Palmeiras                      | 3                              | 5                              | 8                              |   |             |                    |                    |                    |                    |  |              |                   |                   |                   |                   | Palmeiras | 1 |               |               |
|  |                                |                                |                                |                                |   |             |                    |                    |                    |                    |  |              |                   |                   |                   |                   |           | 1 |               |               |
|  |                                | Santos                         | 0                              |                                |   |             |                    |                    |                    |                    |  |              |                   |                   |                   |                   |           |   |               |               |
|  | Racing (pen)                   | Santos                         | 0                              | 1                              | 1 | 2 (5)       |                    |                    |                    |                    |  |              |                   |                   |                   |                   |           |   |               |               |
|  | Racing (pen)                   |                                |                                | 1                              | 1 | 2 (5)       |                    |                    |                    |                    |  |              |                   |                   |                   |                   |           |   |               |               |
|  | Flamengo                       | 1                              | 1                              | 2 (3)                          |   |             |                    |                    |                    |                    |  |              |                   |                   |                   |                   |           |   |               |               |
|  | Flamengo                       | 1                              | 1                              | 2 (3)                          |   | Racing      | 1                  | 0                  | 1                  |                    |  |              |                   |                   |                   |                   |           |   |               |               |
|  |                                |                                |                                |                                |   | Racing      | 1                  | 0                  | 1                  |                    |  |              |                   |                   |                   |                   |           |   |               |               |
|  |                                | Boca Juniors                   | 0                              | 2                              | 2 |             |                    |                    |                    |                    |  |              |                   |                   |                   |                   |           |   |               |               |
|  | Internacional                  | Boca Juniors                   | 0                              | 2                              | 2 | 0           | 1                  | 1 (4)              |                    |                    |  |              |                   |                   |                   |                   |           |   |               |               |
|  | Internacional                  |                                |                                |                                |   | 0           | 1                  | 1 (4)              |                    |                    |  |              |                   |                   |                   |                   |           |   |               |               |
|  | Boca Juniors (pen)             | 1                              | 0                              | 1 (5)                          |   |             |                    |                    |                    |                    |  |              |                   |                   |                   |                   |           |   |               |               |
|  | Boca Juniors (pen)             | 1                              | 0                              | 1 (5)                          |   |             |                    |                    |                    |                    |  | Boca Juniors | 0                 | 0                 | 0                 |                   |           |   |               |               |
|  |                                |                                |                                |                                |   |             |                    |                    |                    |                    |  | Boca Juniors | 0                 | 0                 | 0                 |                   |           |   |               |               |
|  |                                | Santos                         | 0                              | 3                              | 3 |             |                    |                    |                    |                    |  |              |                   |                   |                   |                   |           |   |               |               |
|  | Guaraní                        | Santos                         | 0                              | 3                              | 3 | 0           | 0                  | 0                  |                    |                    |  |              |                   |                   |                   |                   |           |   |               |               |
|  | Guaraní                        |                                |                                |                                |   | 0           | 0                  | 0                  |                    |                    |  |              |                   |                   |                   |                   |           |   |               |               |
|  | Grêmio                         | 2                              | 2                              | 4                              |   |             |                    |                    |                    |                    |  |              |                   |                   |                   |                   |           |   |               |               |
|  | Grêmio                         | 2                              | 2                              | 4                              |   | Grêmio      | 1                  | 1                  | 2                  |                    |  |              |                   |                   |                   |                   |           |   |               |               |
|  |                                |                                |                                |                                |   | Grêmio      | 1                  | 1                  | 2                  |                    |  |              |                   |                   |                   |                   |           |   |               |               |
|  |                                | Santos                         | 1                              | 4                              | 5 |             |                    |                    |                    |                    |  |              |                   |                   |                   |                   |           |   |               |               |
|  | LDU Quito                      | Santos                         | 1                              | 4                              | 5 | 1           | 1                  | 2                  |                    |                    |  |              |                   |                   |                   |                   |           |   |               |               |
|  | LDU Quito                      |                                |                                |                                |   | 1           | 1                  | 2                  |                    |                    |  |              |                   |                   |                   |                   |           |   |               |               |
|  | Santos (gf)                    | 2                              | 0                              | 2                              |   |             |                    |                    |                    |                    |  |              |                   |                   |                   |                   |           |   |               |               |

## Oitavas de final
| Chave | Equipe 1                | Total       | Equipe 2          | Ida | Volta |
| ----- | ----------------------- | ----------- | ----------------- | --- | ----- |
| A     | Guaraní                 | 0–4         | Grêmio            | 0–2 | 0–2   |
| B     | Independiente del Valle | 0–0 (2–4 p) | Nacional          | 0–0 | 0–0   |
| C     | Delfín                  | 1–8         | Palmeiras         | 1–3 | 0–5   |
| D     | Internacional           | 1–1 (4–5 p) | Boca Juniors      | 0–1 | 1–0   |
| E     | Racing                  | 2–2 (5–3 p) | Flamengo          | 1–1 | 1–1   |
| F     | Libertad                | 5–1         | Jorge Wilstermann | 3–1 | 2–0   |
| G     | Athletico Paranaense    | 1–2         | River Plate       | 1–1 | 0–1   |
| H     | LDU Quito               | 2–2 (gf)    | Santos            | 1–2 | 1–0   |

### Chave A
| 26 de novembro | Guaraní | 0 – 2     | Grêmio                     | Estádio Defensores del Chaco, Assunção |
| 21:30 (UTC−3)  |         | Relatório | Jean Pyerre 56' · Pepê 86' | Árbitro: ECU Guillermo Guerrero        |

| 3 de dezembro | Grêmio                        | 2 – 0     | Guaraní | Arena do Grêmio, Porto Alegre |
| 21:30 (UTC−3) | Ferreira 3' · Rodrigues 90+7' | Relatório |         | Árbitro: COL Wilmar Roldán    |

Grêmio venceu por 4–0 no placar agregado.

### Chave B
| 25 de novembro | Independiente del Valle | 0 – 0     | Nacional | Estádio Casa Blanca, Quito |
| 17:15 (UTC−5)  |                         | Relatório |          | Árbitro: BRA Raphael Claus |

| 2 de dezembro | Nacional | 0 – 0     | Independiente del Valle | Estádio Gran Parque Central, Montevidéu |
| 19:15 (UTC−3) |          | Relatório |                         | Árbitro: PAR Juan Benítez               |

|                                          |       | Penalidades                   |  |
| Bergessio Castro Yacob Carballo Martínez | 4 – 2 | Pellerano Mera Torres Schunke |  |

0–0 no placar agregado, Nacional venceu por 4–2 na disputa de pênaltis.

### Chave C
| 25 de novembro | Delfín             | 1 – 3     | Palmeiras                                           | Estádio Jocay, Manta         |
| 17:15 (UTC−5)  | Ramires 69' (g.c.) | Relatório | Gabriel Menino 18' · Rony 36' (pen) · Zé Rafael 60' | Árbitro: URU Leodán González |

| 2 de dezembro | Palmeiras                                                                  | 5 – 0     | Delfín | Allianz Parque, São Paulo  |
| 19:15 (UTC−3) | Patrick de Paula 29' · Gabriel Veron 49', 60' · Willian 52' · Danilo 90+4' | Relatório |        | Árbitro: ARG Darío Herrera |

Palmeiras venceu por 8–1 no placar agregado.

### Chave D
| 2 de dezembro[a] | Internacional | 0 – 1     | Boca Juniors | Estádio Beira-Rio, Porto Alegre |
| 21:30 (UTC−3)    |               | Relatório | Tévez 63'    | Árbitro: URU Esteban Ostojich   |

| 9 de dezembro[a] | Boca Juniors | 0 – 1     | Internacional    | Estádio La Bombonera, Buenos Aires |
| 21:30 (UTC−3)    |              | Relatório | Fabra 48' (g.c.) | Árbitro: CHI Roberto Tobar         |

|                                            |       | Penalidades                                             |  |
| Tévez Cardona Salvio Fabra Izquierdoz Jara | 5 – 4 | Rodinei Edenílson Lindoso Yuri Alberto Fernández Peglow |  |

1–1 no placar agregado, Boca Juniors venceu por 5–4 na disputa de pênaltis.

### Chave E
| 24 de novembro | Racing      | 1 – 1     | Flamengo    | Estádio El Cilindro, Avellaneda |
| 21:30 (UTC−3)  | Fértoli 13' | Relatório | Gabriel 15' | Árbitro: VEN Alexis Herrera     |

| 1 de dezembro | Flamengo           | 1 – 1     | Racing     | Estádio do Maracanã, Rio de Janeiro |
| 21:30 (UTC−3) | Willian Arão 90+3' | Relatório | Sigali 65' | Árbitro: CHI Roberto Tobar          |

|                                       |       | Penalidades                          |  |
| Filipe Luís Gerson Pedro Willian Arão | 3 – 5 | López Rojas Sigali Alcaraz Domínguez |  |

2–2 no placar agregado, Racing venceu por 5–3 na disputa de pênaltis.

### Chave F
| 25 de novembro | Libertad                                  | 3 – 1     | Jorge Wilstermann | Estádio General Pablo Rojas, Assunção |
| 21:30 (UTC−3)  | Enciso 46' · Cardozo 69' · Martínez 90+6' | Relatório | Osorio 74'        | Árbitro: BRA Anderson Daronco         |

| 2 de dezembro | Jorge Wilstermann | 0 – 2     | Libertad         | Estádio Félix Capriles, Cochabamba |
| 20:30 (UTC−4) |                   | Relatório | Cardozo 67', 79' | Árbitro: ARG Patricio Loustau      |

Libertad venceu por 5–1 no placar agregado.

### Chave G
| 24 de novembro | Athletico Paranaense | 1 – 1     | River Plate | Arena da Baixada, Curitiba |
| 19:15 (UTC−3)  | Bissoli 57'          | Relatório | Díaz 90'    | Árbitro: COL Andrés Rojas  |

| 1 de dezembro | River Plate    | 1 – 0     | Athletico Paranaense | Estádio Libertadores de América, Avellaneda |
| 19:15 (UTC−3) | De La Cruz 84' | Relatório |                      | Árbitro: VEN Jesús Valenzuela               |

River Plate venceu por 2–1 no placar agregado.

### Chave H
| 24 de novembro | LDU Quito   | 1 – 2     | Santos                         | Estádio Casa Blanca, Quito      |
| 17:15 (UTC−5)  | Julio 45+2' | Relatório | Soteldo 7' · Marinho 59' (pen) | Árbitro: ARG Fernando Rapallini |

| 1 de dezembro | Santos | 0 – 1     | LDU Quito  | Estádio Vila Belmiro, Santos |
| 19:15 (UTC−3) |        | Relatório | Zunino 66' | Árbitro: ARG Néstor Pitana   |

2–2 no placar agregado, Santos avançou pela regra do gol fora de casa.

## Quartas de final
| Chave | Equipe 1    | Total | Equipe 2     | Ida | Volta |
| ----- | ----------- | ----- | ------------ | --- | ----- |
| S1    | Grêmio      | 2–5   | Santos       | 1–1 | 1–4   |
| S2    | River Plate | 8–2   | Nacional     | 2–0 | 6–2   |
| S3    | Libertad    | 1–4   | Palmeiras    | 1–1 | 0–3   |
| S4    | Racing      | 1–2   | Boca Juniors | 1–0 | 0–2   |

### Chave S1
| 9 de dezembro | Grêmio                   | 1 – 1     | Santos         | Arena do Grêmio, Porto Alegre |
| 19:15 (UTC−3) | Diego Souza 90+12' (pen) | Relatório | Kaio Jorge 36' | Árbitro: PAR Juan Benítez     |

| 16 de dezembro | Santos                                         | 4 – 1     | Grêmio       | Estádio Vila Belmiro, Santos |
| 19:15 (UTC−3)  | Kaio Jorge 1', 54' · Marinho 16' · Laércio 83' | Relatório | Thaciano 81' | Árbitro: COL Wilmar Roldán   |

Santos venceu por 5–2 no placar agregado.

### Chave S2
| 10 de dezembro | River Plate                        | 2 – 0     | Nacional | Estádio Libertadores de América, Avellaneda |
| 21:30 (UTC−3)  | Montiel 67' (pen) · Zuculini 90+6' | Relatório |          | Árbitro: COL Andrés Rojas                   |

| 17 de dezembro | Nacional                    | 2 – 6     | River Plate                                                         | Estádio Gran Parque Central, Montevidéu |
| 21:30 (UTC−3)  | Cougo 45+1' · Rodríguez 54' | Relatório | Carrascal 28' · De La Cruz 45' · Zuculini 50' · Borré 67', 73', 80' | Árbitro: CHI Roberto Tobar              |

River Plate venceu por 8–2 no placar agregado.

### Chave S3
| 8 de dezembro | Libertad     | 1 – 1     | Palmeiras | Estádio Defensores del Chaco, Assunção |
| 21:30 (UTC−3) | Espinoza 62' | Relatório | Gómez 39' | Árbitro: ARG Fernando Rapallini        |

| 15 de dezembro | Palmeiras                                          | 3 – 0     | Libertad | Allianz Parque, São Paulo     |
| 21:30 (UTC−3)  | Gustavo Scarpa 21' · Rony 68' · Gabriel Menino 82' | Relatório |          | Árbitro: VEN Jesús Valenzuela |

Palmeiras venceu por 4–1 no placar agregado.

### Chave S4
| 16 de dezembro | Racing        | 1 – 0     | Boca Juniors | Estádio El Cilindro, Avellaneda |
| 21:30 (UTC−3)  | Melgarejo 60' | Relatório |              | Árbitro: URU Esteban Ostojich   |

| 23 de dezembro | Boca Juniors                 | 2 – 0     | Racing | Estádio La Bombonera, Buenos Aires |
| 21:30 (UTC−3)  | Salvio 23' · Villa 61' (pen) | Relatório |        | Árbitro: COL Wilmar Roldán         |

Boca Juniors venceu por 2–1 no placar agregado.

## Semifinais
| Chave | Equipe 1     | Total | Equipe 2  | Ida | Volta |
| ----- | ------------ | ----- | --------- | --- | ----- |
| F1    | Boca Juniors | 0–3   | Santos    | 0–0 | 0–3   |
| F2    | River Plate  | 2–3   | Palmeiras | 0–3 | 2–0   |

### Chave F1
| 6 de janeiro de 2021 | Boca Juniors | 0 – 0     | Santos | Estádio La Bombonera, Buenos Aires |
| 19:15 (UTC−3)        |              | Relatório |        | Árbitro: CHI Roberto Tobar         |

| 13 de janeiro de 2021 | Santos                                     | 3 – 0     | Boca Juniors | Estádio Vila Belmiro, Santos |
| 19:15 (UTC−3)         | Pituca 16' · Soteldo 49' · Lucas Braga 51' | Relatório |              | Árbitro: COL Wilmar Roldán   |

Santos venceu por 3–0 no placar agregado.

### Chave F2
| 5 de janeiro de 2021 | River Plate | 0 – 3     | Palmeiras                              | Estádio Libertadores de América, Avellaneda |
| 21:30 (UTC−3)        |             | Relatório | Rony 26' · Luiz Adriano 46' · Viña 61' | Árbitro: URU Leodán González                |

| 12 de janeiro de 2021 | Palmeiras | 0 – 2     | River Plate           | Allianz Parque, São Paulo     |
| 21:30 (UTC−3)         |           | Relatório | Rojas 29' · Borré 44' | Árbitro: URU Esteban Ostojich |

Palmeiras venceu por 3–2 no placar agregado.

## Final
Nota: Equipe com melhor campanha na fase de grupos foi designada como equipe "mandante" para fins administrativos.
| 30 de janeiro de 2021 | Palmeiras         | 1 – 0     | Santos | Estádio do Maracanã, Rio de Janeiro             |
| 17:00 (UTC−3)         | Breno Lopes 90+9' | Relatório |        | Público: 2 500[b] Árbitro: ARG Patricio Loustau |